# Rivolta di Dörnberg
La rivolta di Dörnberg (in tedesco: Dörnberg-Aufstand) fu una rivolta popolare che ebbe luogo a Homberg, in Assia, nell'aprile del 1809. Essa venne guidata dal colonnello Wilhelm von Dörnberg che guidò altri soldati alla rivolta contro il regno di Vestfalia (istituito dopo le vittorie di Napoleone nel 1807) e contro gli occupanti francesi.

## Antefatto

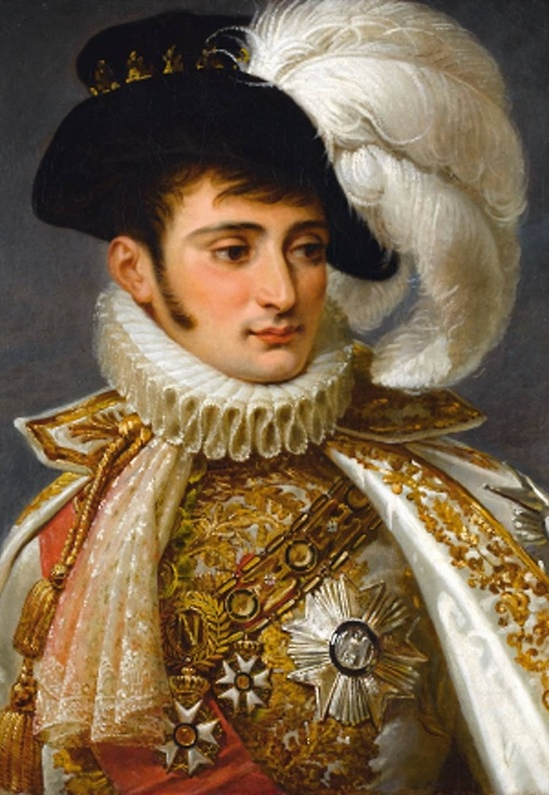
Girolamo Bonaparte, fratello di Napoleone, era divenuto re di Vestfalia nel 1807

Il Regno di Vestfalia venne istituito da Napoleone a seguito della pace di Tilsit nel 1807 con l'intenzione di assicurarsi un'influenza politica stabile sugli stati della Confederazione del Reno e nel contempo perché esso fungesse da stato modello per gli altri stati tedeschi sulla base del modello francese. Il regno si estendeva su numerosi territori precedentemente indipendenti, ma il suo nucleo fondamentale era costituito dall'elettorato d'Assia, dal principato di Brunswick-Wolfenbüttel e, dopo la sua annessione nel 1810, dall'Elettorato di Hannover nonché da gran parte delle aree presso il fiume Elba e cedute dalla Prussia a seguito della pace di Tilsit. Napoleone aveva nominato sovrano di questo stato suo fratello minore Girolamo Bonaparte.
Il barone Wilhelm von Dörnberg, che fu l'iniziatore della rivolta, era un membro dall'antica nobiltà dell'Assia. In precedenza aveva prestato servizio nell'esercito dell'Assia-Kassel, poi nell'esercito olandese ed infine dal 1796 al 1807 nell'esercito prussiano. Dopo la pace di Tilsit, decise di tornare in patria che nel frattempo era divenuta parte del regno di Vestfalia. Quando gli fu offerto un posto come comandante di battaglione dei granatieri della guardia da poco costituiti, accettò l'incarico nonostante il suo disprezzo per Girolamo Bonaparte e per gli occupanti francesi. Riuscì a fare rapidamente carriera divenendo uno dei favoriti di Girolamo che lo incaricò del comando di un battaglione di cacciatori di stanza a Marburgo. Il giudice di pace Siegmund Peter Martin divenne in questo periodo uno dei più importanti alleati di Dörnberg e ciò gli permise di assicurarsi anche il sostegno della popolazione locale. Appena prima dello scoppio della rivolta, Dörnberg vantava già circa 1 000 armati.

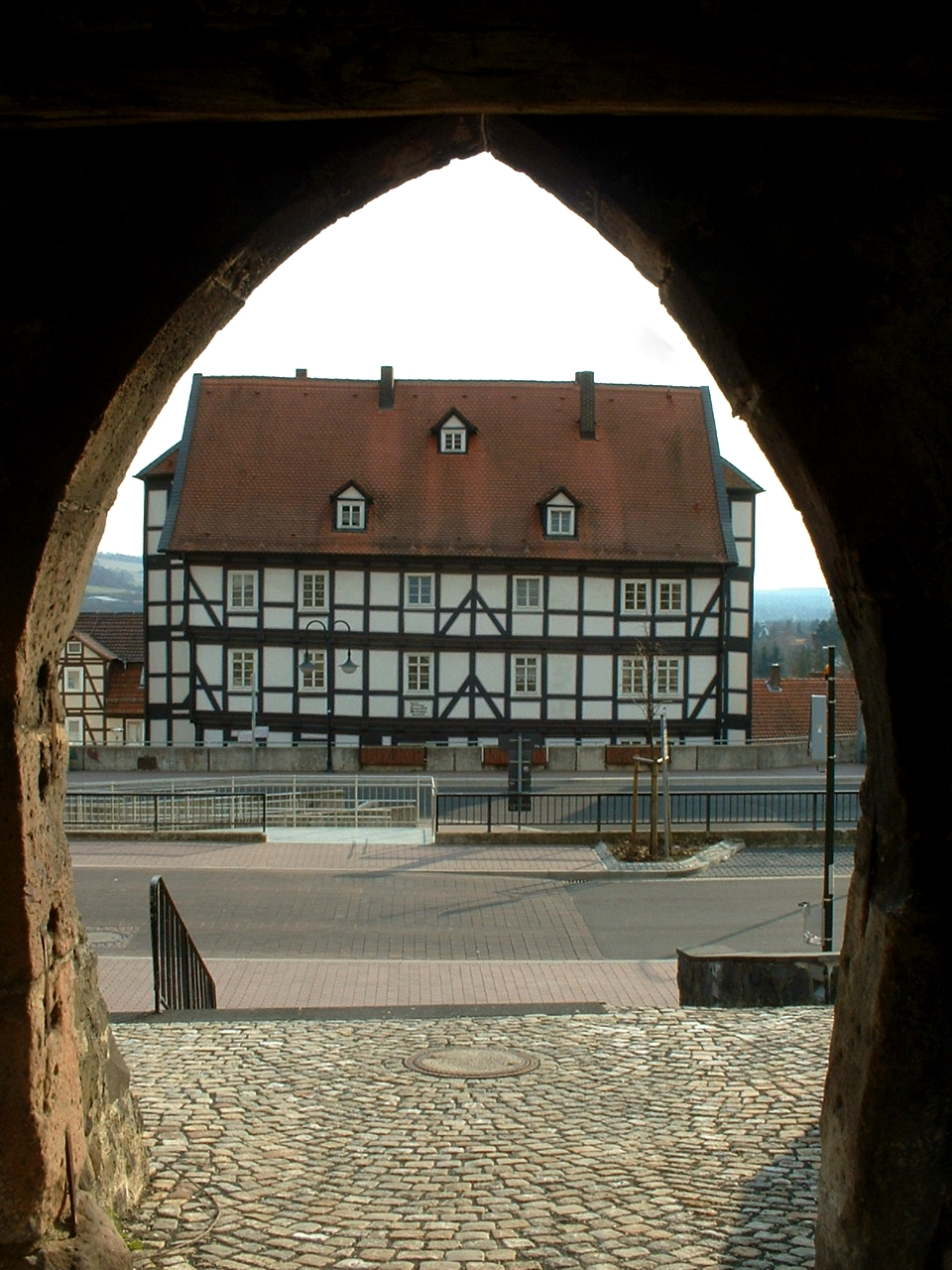
L'abbazia di Wallenstein che fu sede della cospirazione per la rivolta

Gli altri cospiratori con Dörnberg appartenevano alla nobiltà dell'Assia, classe sociale che si sentiva estromessa dal suo tradizionale ruolo politico e sociale a corte. La borghesia che al contrario aveva beneficiato del dominio napoleonico, non si unì alla rivolta, ma anzi appoggiò gli occupanti francesi.
Il convento di Homberg venne scelto come sede della congiura. Le monache nobili che vi risiedevano, tra le quali spiccava la badessa Marianne vom und zum Stein, sorella del riformatore prussiano barone vom und zum Stein, oltre ad essere quasi tutte appartenenti alla nobiltà, erano favorevoli alla cospirazione. Nel corso della creazione della Confederazione del Reno, Napoleone aveva abolito molti dei privilegi della nobiltà, creando così grande incertezza sul futuro del monastero stesso che si trovava ora privato del proprio sostentamento. La bandiera dei ribelli, che venne qui ricamata da Karoline von Baumbach, non presentava come simbolo il leone dell'Assia, ma l'aquila nera a due teste dell'ex Sacro Romano Impero che molti ancora invocavano come stabilità politica e sociale. Molti aristocratici, tra cui Dörnberg, frequentavano regolarmente il monastero. Dal 16 al 18 aprile si discusse nuovamente l'esatta pianificazione della rivolta: si sarebbe svolta contemporaneamente a Wolfhagen, Hofgeismar, Münden e Gudensberge, ma avrebbe avuto inizio a Homberg. I contadini si sarebbero radunati al segnale della campana solitamente utilizzata durante le tempeste e si sarebbero dovuti presentare armati al meglio. L'idea dei rivoluzionari era quella di marciare verso Kassel assieme alle truppe armate dove avrebbero proceduto a fare prigioniero il re di Vestfalia ed a conquistare la capitale col favore della notte.

## La rivolta
La rivolta partì già dall'inizio in maniera sbagliata. Dörnberg venne esortato dal giudice di pace Martin ad agire quanto più presto possibile, tralasciando però così la pianificazione delle azioni che sarebbero risultate necessarie alla riuscita dell'operazione. Dörnberg accettò di agire il 22 aprile. Le campane utilizzate per fare partire la rivolta stavano già suonando in alcuni luoghi all'alba, prima che egli avesse dato il segnale d'inizio. I contadini, indisciplinati e scarsamente armati, si radunarono istintivamente nella piazza del mercato di Homberg e con tutto quel trambusto già verso mezzogiorno la notizia della rivolta aveva raggiunto Kassel. Girolamo Bonaparte fu sconvolto dalla notizia e convocò subito un consiglio straordinario, ma non sapendo chi si trovasse a capo della rivolta chiese paradossalmente allo stesso Dörnberg, suo fidato, di rafforzare la guardia del palazzo con due compagnie di cacciatori della guardia, comprendendo solo più tardi di essere stato tradito proprio dal suo fedelissimo. Dörnberg rinunciò al comando dei cacciatori e riuscì a fuggire a cavallo in direzione di Homberg, prendendo così il comando delle forze degli insorti.
Quello che mancò all'operazione fu dunque l'inizio a sorpresa che, unitamente all'esercito poco preparato che si trovò a dover dirigere, creò ulteriore confusione. Ai contadini, infatti, era pervenuto il messaggio che si sarebbe restaurato l'elettore al trono di Kassel con la cacciata dei francesi, e di conseguenza essi pensarono che i combattimenti non fossero cosa seria, prendendo con sé solo poche roncole. Il punto d'incontro stabilito era a 10 km dalla capitale, ma l'esercito della Vestfalia ormai allertato si antepose anche con l'uso dell'artiglieria che portò non solo al crollo del morale degli insorti, ma anche alla loro fuga in massa. Dörnberg e Martin riuscirono a sfuggire alla magistratura della Vestfalia, mentre i contadini vennero graziati da Girolamo Bonaparte con regio decreto del 29 aprile 1809.

## Conseguenze
Nel giugno dello stesso anno, una serie di dignitari locali, guidati dal sindaco di Homberg, si portarono a Kassel e chiesero ed ottennero un'udienza con Girolamo Bonaparte. Il sovrano alla fine rinunciò a vendicarsi della città di Homberg, almeno in maniera diretta; pretese infatti che la città ospitasse in alloggio le truppe utilizzate per placare i moti, il che ebbe un costo notevolissimo per la piccola cittadina tedesca. Un anno dopo la rivolta, Girolamo si portò in visita alla città per verificarne lo stato, il che costrinse la città a tributargli onori e festeggiamenti. Le canonichesse che abitavano l'abbazia di Wallenstein vennero apertamente accusate di aver sostenuto la rivolta, sia dal punto di vista organizzativo che finanziario e per questo motivo, con regio decreto del 30 aprile 1809, queste si trovarono private di tutti i loro privilegi e di tutti i beni del convento sino a nuove disposizioni. Tuttavia, quando l'agente reale Karl Friedrich von Reinhard esaminò la corrispondenza del convento, non gli fu possibile provare né un collegamento con gli insorti né un sostegno finanziario loro tributato e le monache dovettero essere ripristinate.

### La rivolta in Assia
La rivolta di Dörnberg non fu la prima rivolta contro l'occupazione francese o il Regno di Vestfalia nel territorio dell'ex elettorato dell'Assia-Kassel.
Già alla fine del 1806 c'era stata una prima rivolta contro l'occupazione francese. I soldati dell'esercito dell'Assia, ufficialmente "in licenza", combatterono al fianco dei contadini locali che non erano intenzionati a cedere al decreto di coscrizione obbligatoria prescritto dall'esercito del nuovo regno. Insieme i due gruppi attaccarono guarnigioni e presero persino il controllo della città di Marburgo. Tuttavia, la marcia prospettata verso Kassel fallì a causa della passività e del rifiuto dei cittadini locali. All'inizio del 1807, la rivolta era stata ormai completamente repressa dalle truppe francesi e gli insorti vennero perseguitati, arrestati ed in alcuni casi anche giustiziati. Il fenomeno della passività urbana riapparve anche nel 1809. Mentre le aree rurali intorno a Kassel erano pronte alla ribellione, Kassel rimase in buona parte passiva.
La rivolta di Dörnberg è considerata anche una delle ragioni principali della rivolta di Marburgo che scoppiò nel giugno del 1809. L'ex colonnello Andreas Emmerich, ormai più che settantenne, aveva già prestato servizio in America e apparteneva alla cerchia dei cospiratori che gravitava attorno a Dörnberg, così come il professore di medicina Johann Heinrich Sternberg che cercò di convincere agricoltori e studenti di Marburgo e dintorni a ribellarsi agli occupanti francesi. Solo Emmerich riuscì ad ogni modo a recuperare un numero di uomini sufficienti ad innescare una nuova rivolta. La mattina presto del 24 giugno 1809, attaccò la debole guarnigione della Vestfalia a Marburgo con circa 50-150 uomini, ma come per la rivolta di Dörnberg, anche questo atto aveva il solo scopo di innescare una rivolta generale che avrebbe dovuto essere proseguita altrove, ma anche in questo caso vi fu una sostanziale immobilità e la rivolta venne repressa con facilità dall'esercito della Vestfalia. Emmerich, Sternberg (che era malato a letto mentre si svolgeva la rivolta) e altri due partecipanti furono giustiziati poche settimane dopo.

## La rivolta e il nazismo
Nel giugno del 1934, sulla piazza del mercato di Homberg, si tenne il "Festival di Dörnberg", il cui fulcro venne rappresentato da un'opera teatrale "Dörnberg" scritta da Karl Engelhard nel 1913. L'evento venne organizzato dalle SA e altre organizzazioni nazionalsocialiste di Homberg. Allo spettacolo presero parte non solo i residenti della città e delle zone circostanti, ma anche alti rappresentanti del regime, come Karl Gerland, capo della propaganda del distretto NSDAP della Kurhessen. La rivolta del 1809 fu reinterpretata in termini di propaganda nazionalsocialista come una liberazione da una società corrotta e stanca (quella tedesca della repubblica di Weimar) che sarebbe radicalmente cambiata sotto la guida di Hitler.